# Jakub Hromada
Jakub Hromada (Košice, 25 maggio 1996) è un calciatore slovacco, centrocampista del Rapid Bucarest.

## Carriera

### Club

#### Gli inizi
Cresciuto in varie giovanili: fino al 1º dicembre 2012 resta in Slovacchia nelle file del Jednota Košice e del Zemplín Michalovce; dopodiché si trasferisce in Italia nelle giovanili della Juventus, con una piccola esperienza al Genoa nel 2014.
Nel febbraio 2015 viene ceduto a titolo definitivo alla Sampdoria che decide di mandarlo in prestito alla Pro Vercelli dove continua a giocare nella formazione Primavera.

#### Senica e Viktoria Plzeň
Nell'estate 2015 torna in Slovacchia in prestito biennale con diritto di riscatto alla formazione del Senica con la quale debutta in Superliga il 15 agosto 2015 contro lo Slovan Bratislava. Il primo gol è datato 12 settembre contro lo Zemplín Michalovce, partita nella quale Jakub segna una doppietta. Realizza altre 4 reti stagionali di cui 3 in Superliga, contro il Dunajská Streda, Ružomberok e lo Skalica, ed una in Slovenský Pohár contro lo Slovan Bratislava.
Il 23 giugno 2016 viene ceduto nuovamente in prestito con diritto di riscatto alla squadra ceca del Viktoria Plzeň. Debutta in UEFA Champions League il 17 agosto seguente giocando titolare la partita dei preliminari persa 2 a 0 contro i bulgari del Ludogorets.

#### Slavia Praga
Il 4 luglio 2017 viene acquistato dallo Slavia Praga.

#### Rapid Bucarest
Il 4 febbraio 2024 viene ceduto in prestito al Rapid Bucarest.

### Nazionale
Dopo aver giocato in tutte le nazionali giovanili della Slovacchia, il 23 marzo 2016 esordisce in Under-21 nella partita amichevole vinta 4 a 0 contro l'Estonia, nella quale mette a segno anche il gol del provvisorio 3-0.
Il 30 marzo 2021 fa il suo esordio in nazionale maggiore nel successo per 2-1 contro la Russia.

## Statistiche

### Presenze e reti nei club
Statistiche aggiornate al 2 luglio 2025.
| Stagione              | Squadra               | Campionato            | Campionato | Campionato | Coppe nazionali | Coppe nazionali | Coppe nazionali | Coppe continentali | Coppe continentali | Coppe continentali | Altre coppe | Altre coppe | Altre coppe | Totale | Totale |
| Stagione              | Squadra               | Comp                  | Pres       | Reti       | Comp            | Pres            | Reti            | Comp               | Pres               | Reti               | Comp        | Pres        | Reti        | Pres   | Reti   |
| --------------------- | --------------------- | --------------------- | ---------- | ---------- | --------------- | --------------- | --------------- | ------------------ | ------------------ | ------------------ | ----------- | ----------- | ----------- | ------ | ------ |
| 2015-2016             | Senica                | SL                    | 25         | 5          | CS              | 3               | 1               |                    | -                  | -                  |             |             |             | 28     | 6      |
| 2016-2017             | Viktoria Plzeň        | 1L                    | 18         | 1          | CR              | 0               | 0               | UCL+UEL            | 2+4                | 0                  |             |             |             | 24     | 1      |
| 2017-2018             | Slavia Praga          | 1L                    | 14         | 0          | CR              | 4               | 0               | UEL                | 4                  | 0                  |             |             |             | 22     | 0      |
| 2018-2019             | Slavia Praga          | 1L                    | 1          | 0          | CR              | 0               | 0               |                    | -                  | -                  |             |             |             | 1      | 0      |
| 2019-gen. 2020        | Slavia Praga          | 1L                    | 0          | 0          | CR              | 1               | 0               |                    | -                  | -                  |             |             |             | 1      | 0      |
| gen.-giu. 2020        | Slovan Liberec        | 1L                    | 13         | 0          | CR              | 3               | 0               |                    | -                  | -                  |             |             |             | 16     | 0      |
| giu.-dic. 2020        | Slovan Liberec        | 1L                    | 9          | 0          | CR              | 0               | 0               | UEL                | 8                  | 1                  |             |             |             | 17     | 1      |
| Totale Slovan Liberec | Totale Slovan Liberec | Totale Slovan Liberec | 22         | 0          |                 | 3               | 0               |                    | 8                  | 1                  |             |             |             | 33     | 1      |
| dic. 2020-2021        | Slavia Praga          | 1L                    | 14         | 0          | CR              | 3               | 1               | UEL                | 5                  | 0                  |             |             |             | 22     | 1      |
| 2021-2022             | Slavia Praga          | 1L                    | 22         | 1          | CR              | 1               | 0               | UCL+UEL            | 1+2                | 0                  |             |             |             | 25     | 1      |
| 2022-2023             | Slavia Praga          | 1L                    | 19         | 1          | CR              | 3               | 0               |                    | -                  | -                  |             |             |             | 22     | 1      |
| 2023-gen. 2024        | Slavia Praga          | 1L                    | 7          | 0          | CR              | 1               | 0               | UEL                | 3                  | 0                  |             |             |             | 11     | 0      |
| Totale Slavia Praga   | Totale Slavia Praga   | Totale Slavia Praga   | 77         | 2          |                 | 13              | 1               |                    | 15                 | 0                  |             |             |             | 105    | 3      |
| gen.-giu. 2024        | Rapid Bucarest        | L1                    | 8          | 1          | CR              | 0               | 0               |                    | -                  | -                  |             |             |             | 8      | 1      |
| 2024-2025             | Rapid Bucarest        | L1                    | 18         | 0          | CR              | 0               | 0               |                    | -                  | -                  |             |             |             | 18     | 0      |
| 2025-2026             | Rapid Bucarest        | L1                    | 0          | 0          | CR              | 0               | 0               |                    | -                  | -                  |             |             |             | 0      | 0      |
| Totale carriera       | Totale carriera       | Totale carriera       | 168        | 9          |                 | 19              | 2               |                    | 29                 | 1                  |             |             |             | 216    | 12     |

### Cronologia delle reti e presenze in nazionale
| Cronologia completa delle presenze e delle reti in nazionale ― Slovacchia | Cronologia completa delle presenze e delle reti in nazionale ― Slovacchia | Cronologia completa delle presenze e delle reti in nazionale ― Slovacchia | Cronologia completa delle presenze e delle reti in nazionale ― Slovacchia | Cronologia completa delle presenze e delle reti in nazionale ― Slovacchia | Cronologia completa delle presenze e delle reti in nazionale ― Slovacchia | Cronologia completa delle presenze e delle reti in nazionale ― Slovacchia | Cronologia completa delle presenze e delle reti in nazionale ― Slovacchia |
| Data                                                                      | Città                                                                     | In casa                                                                   | Risultato                                                                 | Ospiti                                                                    | Competizione                                                              | Reti                                                                      | Note                                                                      |
| ------------------------------------------------------------------------- | ------------------------------------------------------------------------- | ------------------------------------------------------------------------- | ------------------------------------------------------------------------- | ------------------------------------------------------------------------- | ------------------------------------------------------------------------- | ------------------------------------------------------------------------- | ------------------------------------------------------------------------- |
| 30-3-2021                                                                 | Trnava                                                                    | Slovacchia                                                                | 2 – 1                                                                     | Russia                                                                    | Qual. Mondiali 2022                                                       | -                                                                         | 45+3’ 61’                                                                 |
| 6-6-2021                                                                  | Vienna                                                                    | Austria                                                                   | 0 – 0                                                                     | Slovacchia                                                                | Amichevole                                                                | -                                                                         | 63’                                                                       |
| 14-6-2021                                                                 | San Pietroburgo                                                           | Polonia                                                                   | 1 – 2                                                                     | Slovacchia                                                                | Euro 2020 - 1º turno                                                      | -                                                                         | 79’                                                                       |
| 23-6-2021                                                                 | Siviglia                                                                  | Slovacchia                                                                | 0 – 5                                                                     | Spagna                                                                    | Euro 2020 - 1º turno                                                      | -                                                                         | 46’                                                                       |
| 14-11-2021                                                                | Ta' Qali                                                                  | Malta                                                                     | 0 – 6                                                                     | Slovacchia                                                                | Qual. Mondiali 2022                                                       | -                                                                         | 70’                                                                       |
| Totale                                                                    |                                                                           | Presenze                                                                  | 5                                                                         |                                                                           | Reti                                                                      | 0                                                                         |                                                                           |

| Cronologia completa delle presenze e delle reti in nazionale ― Slovacchia under 21 | Cronologia completa delle presenze e delle reti in nazionale ― Slovacchia under 21 | Cronologia completa delle presenze e delle reti in nazionale ― Slovacchia under 21 | Cronologia completa delle presenze e delle reti in nazionale ― Slovacchia under 21 | Cronologia completa delle presenze e delle reti in nazionale ― Slovacchia under 21 | Cronologia completa delle presenze e delle reti in nazionale ― Slovacchia under 21 | Cronologia completa delle presenze e delle reti in nazionale ― Slovacchia under 21 | Cronologia completa delle presenze e delle reti in nazionale ― Slovacchia under 21 |
| Data                                                                               | Città                                                                              | In casa                                                                            | Risultato                                                                          | Ospiti                                                                             | Competizione                                                                       | Reti                                                                               | Note                                                                               |
| ---------------------------------------------------------------------------------- | ---------------------------------------------------------------------------------- | ---------------------------------------------------------------------------------- | ---------------------------------------------------------------------------------- | ---------------------------------------------------------------------------------- | ---------------------------------------------------------------------------------- | ---------------------------------------------------------------------------------- | ---------------------------------------------------------------------------------- |
| 23-3-2016                                                                          | Senica                                                                             | Slovacchia under 21                                                                | 4 – 0                                                                              | Estonia under 21                                                                   | Amichevole                                                                         | 1                                                                                  | 78’                                                                                |
| 2-9-2016                                                                           | Kassel                                                                             | Germania under 21                                                                  | 3 – 0                                                                              | Slovacchia under 21                                                                | Amichevole                                                                         | -                                                                                  | 46’                                                                                |
| 5-9-2016                                                                           | Larnaca                                                                            | Cipro under 21                                                                     | 0 – 3                                                                              | Slovacchia under 21                                                                | Qual. Europeo Under-21 2017                                                        | -                                                                                  | 27’                                                                                |
| Totale                                                                             |                                                                                    | Presenze                                                                           | 3                                                                                  |                                                                                    | Reti                                                                               | 1                                                                                  |                                                                                    |

## Palmarès
- Campionato ceco: 2

Slavia Praga: 2018-2019, 2020-2021
- Coppa della Repubblica Ceca: 4

Slavia Praga: 2017-2018, 2018-2019, 2020-2021, 2022-2023